# Cos d'Educació i Joventut
El Cos d'Educació i Joventut (en hebreu: חיל החינוך והנוער) és la unitat de les FDI responsable de la formació dels soldats i els comandants de les FDI. Pertany al Directori de Personal. La seva tasca és ensenyar i desenvolupar els valors nacionals entre les tropes.

## Objectius
Segons l'anterior oficial en cap del departament d'educació Avner Shalev, els objectius del sistema educatiu de les FDI son incrementar la motivació i la moral de les tropes i de les unitats. Això s'aconsegueix introduint les activitats culturals en les vides dels soldats, ensenyant-los coses sobre el país i els seus valors, tant nacionals com universals, així com ensenyar-los la natura de les seves respectives feines com a soldats i ciutadans de l'Estat.

## Estructura
El Cos d'Educació i Joventut es divideix en dues brigades; la Divisió Maguen (estel) i la divisió d'Educació, així com en sis unitats independents directament subordinades al oficial en cap del departament d'Educació:
- El Col·legi de Jerusalem.
- La branca de planificació i organització.
- La base d'entrenament juvenil (en hebreu: בה"ד החינוך והנוער, Bahad ha-hinnukh ve-ha-noar)
- L'Escola de Lideratge (en hebreu: בית הספר למנהיגות, Bet ha-séfer le-manhigut)
- El Setmanari de l'Exèrcit: במחנה Bamahané .
- L'Emissora de l'Exèrcit Israelià (en hebreu: גלי צה"ל, Galé Tsàhal)

### Divisió Maguen (estel)
Mihvé Al·lon es una base d'entrenament per a nous immigrants que no coneixen prou bé l'idioma hebreu, aquesta base està subordinada a la Divisió Maguen. La unitat està formada per quatre programes educatius;
- Maqam - el Centre per a l'Avanç dels Grups de Població Especial, es un programa iniciat per Rafael Eitan per aplegar i donar suport als soldats que d'una altra manera no serien cridats a files, com ara els que pateixen greus deficiències educatives (manca d'educació obligatòria), un historial criminal, etc. Així com soldats amb problemes d'adaptació en les FDI són considerats com joves del programa Maqam. La base del Maqam s'anomena Havat ha-Xomer i està situada al nord del país, entrena els joves del programa Maqam amb els problemes més greus.
- Mestres soldats - és un programa per entrenar soldats que volen esdevenir mestres en el sector civil.
- Gadna - És un programa d'entrenament paramilitar per a joves estudiants d'institut. El programa Gadna disposa de tres bases d'entrenament; Tsalmon al nord, Joarà en el centre del país, i el quibuts Sedé Bóqer al sud.
- Nahal - El nucli del Nahal (en hebreu: גרעין נח"ל, Garín Nahal) és un altre programa d'entrenament previ al servei militar.

### Divisió d'Educació
Serveix com a guia professional per a les altres unitats del cos, i per a les FDI en general. Es divideix en sis branques; Maqam, Educació i Doctrina, Cultura, Immigració, i Ensenyament.

## Base d'entrenament i educació per al jovent
La base va ser construïda a prop de la cruïlla de Reem en la Vall de Laquix a prop de Kyriat Malachi. Molts dels soldats del cos d'Educació s'entrenen en aquesta base.

## Oficials en cap
| Nom                                 | Anys en el càrrec |
| ----------------------------------- | ----------------- |
| Tinent coronel Yosef Karib          | 1948–1950         |
| Coronel Aharon Ze'ev                | 1950–1963         |
| Coronel Mordechai Bar-On            | 1963–1968         |
| General de Brigada Yitzhak Arad     | 1968–1972         |
| General de Brigada Shaul Givoli     | 1972–1975         |
| General de Brigada Amir Betsal'el   | 1975–1977         |
| General de Brigada Avner Shalev     | 1977–1979         |
| General de Brigada Avraham Zohar    | 1979–1982         |
| General de Brigada Josef Eldar      | 1982–1985         |
| General de Brigada Nehemya Dagan    | 1985–1988         |
| General de Brigada Ehud Gross       | 1988–1991         |
| General de Brigada Shalom Ben Moshe | 1991–1995         |
| General de Brigada Evrham Asha'hal  | 1995–1997         |
| General de Brigada Ran Glika        | 1997–1999         |
| General de Brigada Elazar Stern     | 1999–2004         |
| General de Brigada Ilan Harari      | 2004–2007         |
| General de Brigada Eli Shermeister  | 2007–2013         |
| General de Brigada Avner Paz Tzuk   | 2013–             |